# Copihue
Lapageria rosea
Genre
Espèce
Classification phylogénétique
Répartition géographique
Le copihue (Lapageria rosea) est une espèce de plante à fleur. C'est la seule espèce actuellement acceptée du genre Lapageria.  Elle appartient à la famille des Smilacaceae selon la classification classique, ou de celle des Philesiaceae selon la classification phylogénétique.
Sa fleur est la fleur nationale du Chili.
Elle pousse dans les bois du centre et du sud du Chili entre Valparaíso et Osorno (à mille kilomètres au sud de Santiago du Chili). Elle peut dépasser les dix mètres de hauteur en s'accrochant sur les arbres. Les fleurs sont résistantes et les feuilles de forme ovale, dures et de couleurs rose ou rouge.

## Légende
Le copihue, fleur caractéristique des terres du sud du Chili est souvent utilisé dans diverses légendes mapuche (indiens du sud du Chili). Une de ces légendes raconte que des guerriers survivant des diverses batailles, montèrent dans les arbres pour voir le résultat de la bataille. En voyant leurs camarades morts, ces survivants se mirent à pleurer et leurs larmes se transformèrent en fleurs de sang. Ainsi les copihues permettent de se souvenir des esprits des soldats morts.
Citation de Pablo Neruda dans un extrait de J'avoue que j'ai vécu :
« Le copihue rouge est la fleur du sang, le copihue blanc est la fleur de la neige. »

### Lapageria
- (en) NCBI : Lapageria (taxons inclus)
- (en) GRIN : genre Lapageria  Ruiz et Pav. (+liste d'espèces contenant des synonymes)
- Lapageria rosea (en)

### Lapageria rosea

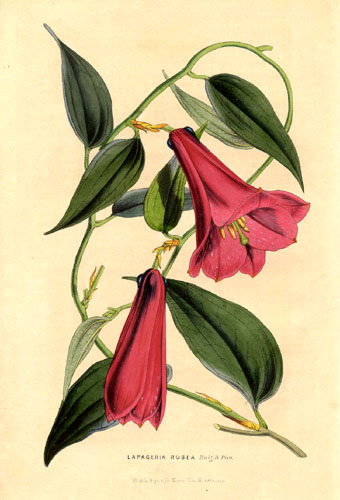
Le copihue, fleur nationale du Chili

- (en) NCBI : Lapageria rosea (taxons inclus)
- (en) GRIN : espèce Lapageria rosea  Ruiz & Pav.